# Verbandsgemeinde Irrel
Die Verbandsgemeinde Irrel war eine Gebietskörperschaft im Eifelkreis Bitburg-Prüm in Rheinland-Pfalz. Der Verbandsgemeinde gehörten 17 eigenständige Ortsgemeinden an, der Verwaltungssitz befand sich in der namensgebenden Ortsgemeinde Irrel.
Zum 1. Juli 2014 wurde die Verbandsgemeinde Irrel aufgelöst und die zugehörenden Gemeinden der neuen Verbandsgemeinde Südeifel zugeordnet.

## Verbandsangehörige Gemeinden
| Ortsgemeinde           | Fläche (km²) | Einwohner |
| ---------------------- | ------------ | --------- |
| Alsdorf                | 6,37         | 456       |
| Bollendorf             | 13,15        | 1.638     |
| Echternacherbrück      | 4,74         | 777       |
| Eisenach               | 6,31         | 368       |
| Ernzen                 | 9,99         | 438       |
| Ferschweiler           | 7,41         | 970       |
| Gilzem                 | 4,98         | 433       |
| Holsthum               | 9,31         | 622       |
| Irrel                  | 7,06         | 1.460     |
| Kaschenbach            | 4,45         | 55        |
| Menningen              | 3,42         | 173       |
| Minden                 | 3,72         | 218       |
| Niederweis             | 7,55         | 250       |
| Peffingen              | 5,80         | 230       |
| Prümzurlay             | 3,88         | 535       |
| Schankweiler           | 6,55         | 203       |
| Wallendorf             | 8,71         | 379       |
| Verbandsgemeinde Irrel | 113,40       | 9.205     |

(Einwohner am 30. Juni 2014)

## Geschichte
Die Verbandsgemeinde Irrel wurde 1970 aus 17 Einzelgemeinden neu gebildet.
Mit dem Ziel, Leistungsfähigkeit, Wettbewerbsfähigkeit und Verwaltungskraft der kommunalen Strukturen zu verbessern erließ die Landesregierung am 28. September 2010 das „Erste Gesetz zur Kommunal- und Verwaltungsreform“. Bezüglich der Verbandsgemeinden wurde festgelegt, dass diese mindestens 12.000 Einwohner (Hauptwohnung am 30. Juni 2009) umfassen sollen, ansonsten bis zur Kommunalwahl 2014 mit benachbarten Verbandsgemeinden zusammengelegt werden sollen. Die Verbandsgemeinde Irrel hatte am Stichtag 9.021 Einwohner. Die sogenannte Freiwilligkeitsphase endete am 30. Juni 2012. Ein freiwilliger Zusammenschluss kam innerhalb dieser Frist nicht zustande.
Am 20. Dezember 2013 erließ die rheinland-pfälzische Landesregierung ein Landesgesetz zur Eingliederung der Verbandsgemeinde Irrel in die Verbandsgemeinde Neuerburg zum 1. Juli 2014. Die umgebildete Verbandsgemeinde führt den Namen „Verbandsgemeinde Südeifel“.
Die Verbandsgemeinde Irrel hatte hierzu beim rheinland-pfälzischen Verfassungsgerichtshof in Koblenz eine Normenkontrollklage eingereicht und machte geltend, in ihrer kommunalen Selbstverwaltungsgarantie verletzt zu sein. Am 29. Juni 2015 entschied der Verfassungsgerichtshof, dass die Eingliederung der Verbandsgemeinde Irrel in die Verbandsgemeinde Neuerburg verfassungsgemäß ist (Aktenzeichen: VGH N 7/14).

## Bevölkerungsentwicklung
Die Entwicklung der Einwohnerzahl bezogen auf das Gebiet der Verbandsgemeinde Irrel zum Zeitpunkt ihrer Auflösung; die Werte von 1871 bis 1987 beruhen auf Volkszählungen:
| Jahr | Einwohner |
| 1815 | 4.185     |
| 1835 | 6.744     |
| 1871 | 6.509     |
| 1905 | 6.925     |
| 1939 | 9.165     |
| 1950 | 7.200     |

| Jahr | Einwohner |
| 1961 | 7.841     |
| 1970 | 8.243     |
| 1987 | 8.023     |
| 1997 | 8.466     |
| 2005 | 8.681     |
| 2014 | 9.205     |

## Politik

### Verbandsgemeinderat
Der Verbandsgemeinderat Irrel bestand aus 24 ehrenamtlichen Ratsmitgliedern, die zuletzt bei der Kommunalwahl am 7. Juni 2009 in einer personalisierten Verhältniswahl gewählt wurden, und dem hauptamtlichen Bürgermeister als Vorsitzendem.
Die Sitzverteilung im Verbandsgemeinderat:
| Wahl | SPD | CDU | FDP | UWG | Gesamt   |
| ---- | --- | --- | --- | --- | -------- |
| 2009 | 6   | 10  | –   | 8   | 24 Sitze |
| 2004 | 6   | 12  | 1   | 5   | 24 Sitze |

### Wappen
| Wappen von Verbandsgemeinde Irrel | Blasonierung: „In Silber ein blauer Schrägrechts-Wellenbalken mit rotem Glevenkreuz belegt.“ |
| Wappen von Verbandsgemeinde Irrel | Wappenbegründung: Fünfzehn der verbandsangehörigen Gemeinden standen bis Ende des 18. Jahrhunderts unter der Landesherrschaft des Herzogtums Luxemburg, davon gehörte der überwiegende Teil zur Propstei Echternach. Das Glevenkreuz erinnert an diese frühere Zugehörigkeit. Der Wellenbalken weist auf den Grenzfluss Sauer sowie auf die Gewässer Prüm, Nims und Enz hin. Das Wappen wurde am 23. Juli 1974 von der Bezirksregierung Trier genehmigt. |